# Albert Kitzler

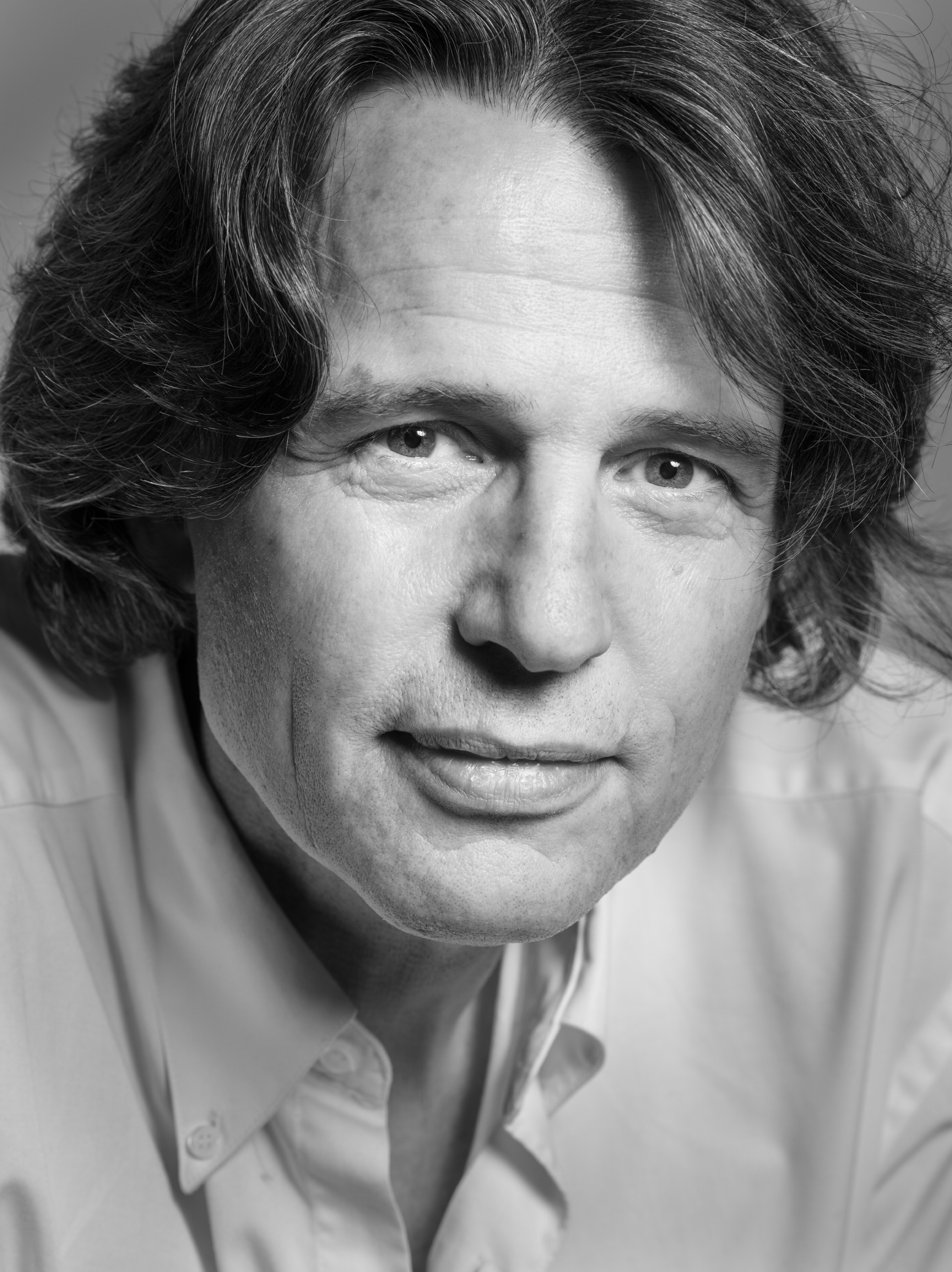
Albert Kitzler

Albert Kitzler (* 12. November 1955 in Oberwesel) ist ein deutscher Philosoph, Rechtsanwalt und Filmproduzent. Unter dem Namen „MASS UND MITTE“ gründete er 2010 in Berlin eine philosophische Schule für antike Lebensweisheit.

## Leben
Albert Kitzler wurde als dritter und letzter Sohn einer Bäuerin und eines Schiffsmaschinisten geboren. Noch vor Vollendung seines ersten Lebensjahres zog die Familie aus einem Dorf im Hunsrück nach Homberg am Niederrhein. Dort lebte die Familie in sehr bescheidenen Verhältnissen. Im Alter von zehn Jahren riss er kurzzeitig von zu Hause aus, um auf eine höhere Schule gehen zu dürfen, was seinen beiden älteren Brüdern wegen fehlender finanzieller Mittel versagt war. Daraufhin stimmten die Eltern dem Eintritt in eine Realschule zu. Sein Abitur machte Kitzler auf einem Gymnasium in Rheinkamp.
Im Alter von 16 Jahren weckte die Lektüre von Will Durants Die großen Denker sein Interesse für Philosophie.
Er hat zwei Töchter, lebt in Berlin und München.

## Ausbildung
Kitzler begann 1974 an der Universität Freiburg im Breisgau ein Studium der Rechtswissenschaft, zwei Semester später nahm er Philosophie dazu. Er beschäftigte sich intensiv mit Heidegger bei dessen Lehrstuhlnachfolger Werner Marx. An dem von diesem geleiteten Husserl-Archiv transkribierte er ein Jahr lang Texte aus Husserls stenographischem Nachlass für die Gesamtausgabe seiner Werke. 1980 schloss er in Freiburg das erste juristische Staatsexamen als Jahrgangsbester ab. Von der Studienstiftung des Deutschen Volkes erhielt er ein Promotionsstipendium. Bei Alexander Hollerbach promovierte er 1984 über die „Auslegungslehre des Anton Friedrich Justus Thibaut“. Im gleichen Jahr absolvierte er sein zweites juristisches Staatsexamen und begann eine Tätigkeit als Rechtsanwalt in einer Freiburger Kanzlei.

## Tätigkeit als Filmproduzent
In den Jahren 1986/1987 unternahm Kitzler eine einjährige Studienreise durch Südamerika, die großen Einfluss auf seinen weiteren Werdegang hatte. Während dieser Reise entschloss er sich, seiner Leidenschaft für die Filmkunst nachzugehen. 1988 ging er deshalb nach Berlin. Ein Jahr später produzierte er seinen ersten Spielfilm, die deutsch-argentinische Koproduktion Hijo del Rio („Der Junge vom Fluss“), Regie Ciro Cappellari. In den folgenden zehn Jahren produzierte er rund 20 Filme, die zahlreiche nationale und internationale Auszeichnungen erhielten. Den größten Erfolg erzielte er mit dem Kurzfilm Schwarzfahrer von Pepe Danquart, der weltweit über sechzig Preise erhielt und im Jahre 1994 mit einem Oscar ausgezeichnet wurde. Bei drei Kurzfilmen führte Kitzler unter dem Pseudonym Arvo Blechstein selbst Regie. Von 2003 bis 2013 war Kitzler Mitglied der Europäischen Filmakademie.

## Tätigkeit als Philosoph

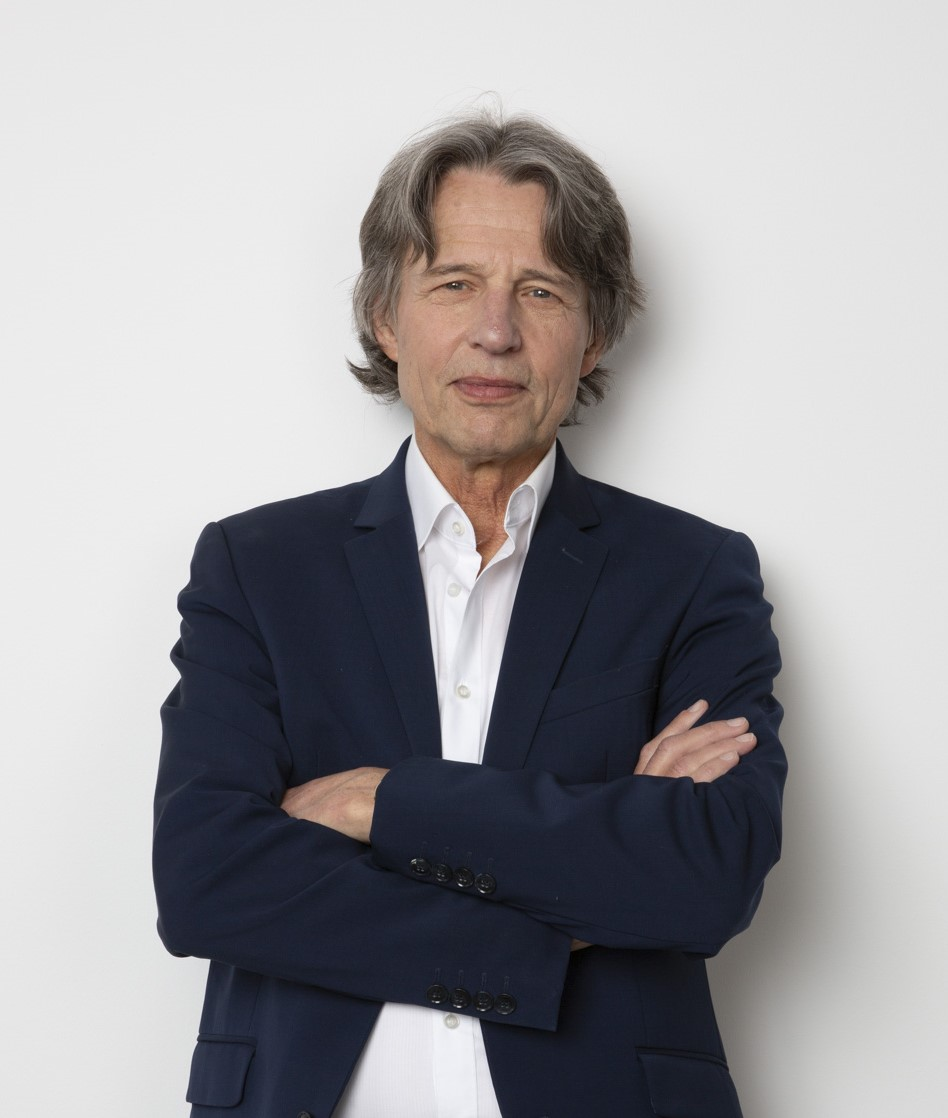

Im Jahre 2000 gab er die Produzententätigkeit auf und widmete sich wieder verstärkt der Philosophie. In den folgenden Jahren betrieb er intensive Studien der praktischen Philosophie im antiken Griechenland, China und Indien. 2010 gründete er in Berlin MASS UND MITTE – Schule für antike Lebensweisheit, eine gemeinnützige Einrichtung, die sich das Studium und die Verbreitung des antiken Weisheitswissens durch Veranstaltungen, philosophische Urlaube, Seminare, Matineen, philosophische Beratung und Publikationen zur Aufgabe gemacht hat. Seit Januar 2011 veröffentlicht die Schule über einen kostenlosen Newsletter und über soziale Netzwerke täglich „Worte der Weisheit“, Zitate aus der westlichen und östlichen Antike, die Kitzler mit kurzen Kommentaren erläutert.
2014 erschien im Pattloch Verlag sein erstes Buch Wie lebe ich ein gutes Leben? Philosophie für Praktiker. Dort versucht er die These zu belegen, dass das antike Weisheitswissen einen der größten kulturellen Schätze der Menschheit darstellt, dass aber die Bedeutung und praktische Relevanz dieses Wissens für die Lebensführung des modernen Menschen weitgehend in Vergessenheit geraten ist. 2015 erschien im gleichen Verlag sein zweites Buch Philosophie to go. Große Gedanken für kleine Pausen, eine Auswahl der täglich erscheinenden „Worte der Weisheit“ mit einem Nachwort zur Geschichte dieser Art der Weisheitsvermittlung. 2016 veröffentlichte der Droemer Verlag sein drittes Buch Denken heilt! Philosophie für ein gesundes Leben, in dem Kitzler die therapeutische Philosophie der westlichen und östlichen Antike wiederbelebt und Wege im Denken zur Vermeidung, Linderung und Heilung seelischer Alltagsleiden und damit auch körperlicher Krankheiten aufzeigt. Im Oktober 2017 erschien im Herder Verlag Leben lernen – ein Leben lang. Eine praktische Philosophie. Kitzler stellt in diesem Buch die Lebenslehre des römischen Philosophen Seneca dar. Im Mai 2019 folgte bei Droemer Vom Glück des Wanderns. Eine philosophische Lebensbegleitung. Hier geht Kitzler der Frage nach, welchen Einfluss Wandern auf die Persönlichkeitsentwicklung und ein gelingendes Leben hat. Am 1. April 2020 erschien Weisheit to go. Große Philosophie für kleine Pausen, ein Folgeband zu Philosophie to go. 2021 folgte Nur die Ruhe. Einfach gut leben mit Philosophie. Darin werden Fragen der richtigen Lebensführung in Form fiktiver Dialoge zwischen einer philosophischen Beraterin und ihren Kunden erörtert. Im März 2023 erschien Die Weisheit der Liebe. Eine Philosophie der Lebensfreude. In diesem Buch wird die Liebe im weitesten Sinne und ihr Verhältnis zur Lebensfreude und zum gelingenden Leben dargestellt. Im April 2024 erschien Gelassenheit. Eine philosophische Lebensschule, eine überarbeitete und erweiterte Neuauflage von Leben lernen – ein Leben lang. Seit Oktober 2021 erscheint der Podcast Der Pudel und der Kern, in dem Kitzler mit dem Moderator Jan Liepold Fragen des gelingenden Lebens diskutiert. Im deutschsprachigen Raum zählt er zu den am meisten gehörten philosophischen Podcasts. Bisher sind 150 Folgen erschienen (Nov. 2024). Neue Folgen erscheinen im Wochenabstand. Dazu erschien im Oktober 2024 das Buch Der Pudel und der Kern. Philosophie für den Alltag und ein gutes Leben, das Kitzler zusammen mit Jan Liepold geschrieben hat. Darin werden zentrale Fragen der Lebensführung komprimiert beantwortet und mit Beispielen und Übungen veranschaulicht.

## Filmografie

### Als Produzent
- 1989: Der Junge vom Fluss (Hijo del Rio)
- 1990: Stiller Mensch
- 1990: Die blaue Stunde
- 1991: Ingalo im gründen Meer (Ingaló)
- 1991: Sommer in Mezra (TV)
- 1992: Vaterland
- 1992: Der große Postraub
- 1992: Schwarzfahrer
- 1993: Frankie, Jonny und die Anderen
- 1994: Emil und der kleine Skundi (Skýjahöllin)
- 1994: Schrei der Erde
- 1996: Zeit der Flamingos (Sin Querer)
- 1996: Illegitim (A törvénytelen)
- 1997: Playboys
- 1997: Geschwister – Kardeşler
- 1997: Es wird Regen geben – eine Reise in Patagonien (TV)
- 1998: Der Strand von Trouville
- 1998: Reise ins Nichts (El Entusiasmo)
- 1999: Dealer
- 2000: Es ist nie zu spät (Qui a tué Clémence Acérat?)
- 2001: Das Verbrechen
- 2012: Hinter der Tür (Az ajtó)
- 2013: The International Criminal Court
- 2013: Das große Heft (A nagy füzet)

### Als Regisseur
- 1989: Stiller Mensch
- 1994: Schrei der Erde
- 2001: Das Verbrechen

### Als Schauspieler
- 1990: Die blaue Stunde

## Schriften
- Die Auslegungslehre des Anton Friedrich Justus Thibaut. Duncker & Humblot, Berlin 1986, ISBN 3-428-06085-7.
- Wie lebe ich ein gutes Leben? Philosophie für Praktiker. Pattloch, München 2014, ISBN 978-3-629-13045-7.
- Philosophie to go. Große Gedanken für kleine Pausen. Pattloch, München 2015, ISBN 978-3-629-13073-0.
- Denken heilt! Philosophie für ein gesundes Leben. Droemer, München 2016, ISBN 978-3-426-27705-8.
- Leben lernen – ein Leben lang. Eine praktische Philosophie. Herder, Freiburg im Breisgau 2017, ISBN 978-3-451-60011-1.
- Vom Glück des Wanderns. Eine philosophische Wegbegleitung. Droemer, München 2019, ISBN 978-3-426-27760-7.
- Nur die Ruhe! Einfach gut leben mit Philosophie. Droemer, München 2021, ISBN 978-342627830-7.
- Die Weisheit der Liebe. Eine Philosophie der Lebensfreude. Droemer, München 2023, ISBN 978-3-426-27883-3.
- Gelassenheit. Eine philosophische Lebensschule. Droemer, München 2024, ISBN 978-3426447703.
- Der Pudel und der Kern. Philosophie für den Alltag und ein gutes Leben. FinanzBuch Verlag, München 2024, ISBN 978-3959727860.